# Козлівська селищна територіальна громада
Козлівська селищна громада — територіальна громада в Україні, в Тернопільському районі Тернопільської области. Адміністративний центр — селище Козлів.
Площа громади — 95,1 км², населення — 4473 осіб (2020).
Утворена 23 липня 2015 року шляхом об'єднання Козлівської селищної та Покропивнянської, Слобідківської і Таурівської сільських рад Козівського району.
19 липня 2020 року, в результаті адміністративно-територіальної реформи та ліквідації Козівського району,  громада увійшла до складу Тернопільського району.

## Населені пункти
У складі громади 1 селище (Козлів) і 4 села:
- Дмухівці
- Покропивна
- Слобідка
- Таурів